# Insel 34

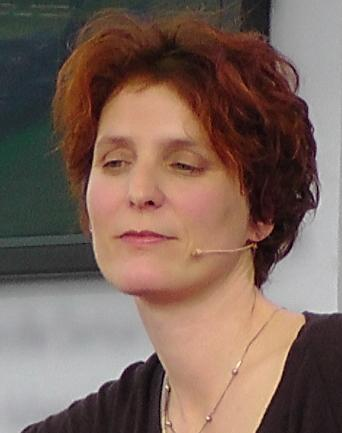
Die Autorin Annette Pehnt, 2012

Das Werk Insel 34 ist ein 2003 erschienener Roman von Annette Pehnt.
Im Roman geht es hauptsächlich um die Entdeckung beziehungsweise um den Forschungsdrang der namenlosen Ich-Erzählerin. Der Protagonistin fehlt eine zentrale Passion, auf die sie sich fokussieren kann. Sie entwickelt schließlich die Leidenschaft bezüglich der 34 Basaltinseln vor der Meeresküste, wobei die Insel 34 besondere Neugier bei ihr erweckt. Sie beginnt in Bibliotheken über die Inseln zu forschen und unternimmt anschließend eine Expedition mit dem Ziel die 34. Insel zu erreichen. Sie gelangt zuerst auf die Insel 28, kommt dort in einem spärlichen Gasthaus unter und lernt die wenigen Inselbewohner, deren Mentalität und Kultur kennen. Mithilfe eines Müllfrachters gelangt sie zur Insel 32 und einer Forschungsgruppe und anschließend zur Nummer 33, wo sich eine Mülldeponie befindet. Der Roman endet, als die Protagonistin die Insel 34, ihren Sehnsuchtsort, sieht, aber es nicht zu einer Bereisung kommt.

## Handlung
Das Werk ist in insgesamt zehn Kapitel unterteilt.
Die Handlung setzt am Anfang des Romans unverzüglich ein: Die sechzehnjährige Ich-Erzählerin berichtet von ihren durchweg hervorragenden Leistungen in der Schule. Jedoch sind genau diese das Problem für sie. Denn durch die konstant guten Leistungen findet sie kein Themengebiet, in dem sie besser als in anderen Gebieten ist, und kann sich somit für keine bestimmte Leidenschaft begeistern. Diese Leidenschaft hat sie nun jedoch gefunden: Sie interessiert sich für die sogenannte Insel 34, die am weitesten entfernte Insel einer Inselgruppe, bestehend aus 34 Inseln. Über diese möchte sie nun weiter forschen und sie besuchen. Besonders freut dies ihren Vater, der sich stets gewünscht hat, seine Tochter würde eine Leidenschaft besitzen.
Nachdem sie in der Bibliothek ihrer Schule, sowie in der Stadtbibliothek mit ihren Forschungen über die Inseln begonnen hat, werden ihre zuvor sehr guten schulischen Leistungen immer schlechter. Sie beginnt nämlich die Schule, trotz ihres bevorstehenden Abiturs und der besorgten Lehrer, darunter vor allem ihr Erdkundelehrer Herr Kohlhas, für ihre Recherchen zu vernachlässigen. Um die Forschungen zu unterstützen, machen die Eltern der Protagonistin gemeinsam mit ihrer Tochter Urlaub an der Küste, vor der die 34 Inseln liegen. Genauso wie auf den Inseln gibt es auch hier wenig Tourismus. Der Erzählerin bringt der Urlaub an der Küste auch wenig, da sie die Inseln vor der Küste nicht einmal sieht, weil sie im Dunst verschwunden sind.
Auch äußere Veränderungen, die durch die Forschungen entstanden sind, bemerkt die Protagonistin an sich selbst. Sie nimmt zum Beispiel immer mehr zu und ist damit unzufrieden. In der Stadtbibliothek trifft sie irgendwann den Dialektologen Professor Losten, dessen Forschungsarbeit die Protagonistin sehr fasziniert. Nachdem sie ihr Abitur mit mittelmäßigen Leistungen abgeschlossen hat, wird sie vom Professor für einfache Arbeiten als Mitarbeiterin eingestellt.
Zanka beginnt eine Beziehung mit der Protagonistin. Er wird als wohlhabend beschrieben und arbeitet in einem Büro. Für die Protagonistin ist diese Beziehung aber eher emotionslos und neutral, sie lässt die Geschehnisse eher passiv über sich ergehen. Auch als sie eine heimliche Beziehung mit Nessel führt, der eigentlich mit Lerke zusammen ist, teilt sie die aktive Rolle der Beziehung eher ihrem Partner zu.
Die Erzählerin bemerkt schließlich, dass sie, vor allem aufgrund der Liebesbeziehungen, ihre Forschungen zu sehr vernachlässigt. Dies nimmt sie als Anlass, um zu beschließen, endlich zu den Inseln aufzubrechen. Bei ihren Mitmenschen stößt sie mit diesem Wunsch allerdings eher auf Ablehnung, obwohl sie diese Pläne bereits vorher in Überlegung gezogen hat. Ihre Eltern, ihre Freunde und sogar Professor Losten, der unter anderem auch über die Inseln forscht, raten ihr von einer Reise ab. Dennoch bricht sie auf und fährt mit einem Bus zu der Küste, vor der die Inseln liegen. Sie versucht ein Schiff zu finden, welches sie auf die Insel 34 bringen könnte. Da die Inseln aber verkehrstechnisch sehr schlecht an das Festland angebunden sind, vor allem je weiter außerhalb sie auf dem Meer liegen, erweist sich dies als äußerst schwierig. Schließlich kann sie einen Mülltransporter finden, der sie immerhin bis zu Insel 28 bringen kann.
Angekommen auf Insel 28, findet sie ein Gasthaus namens „techa“, welches von Tesen und seiner Frau betrieben wird und normalerweise eher wenig besucht ist. Die Protagonistin besucht eine Kirche, in der sich der Pfarrer Bruder Leupold und mehrere Frauen regelmäßig treffen. Dort trifft sie auch eine Frau namens Marte, die sie zu einem Altersheim auf der Insel bringt, nachdem die Ich-Erzählerin den Wunsch äußerte, alte Menschen zu treffen, um die alte Inselsprache zu hören und zu erforschen. Jedoch wollen die Bewohner des Heims nicht mit ihr sprechen und sie erzielt keine Erfolge.
Wie die Ich-Erzählerin dann von Marte erfährt, finanzieren ihr einige Inselbewohner ein dreimonatiges Stipendium, indem sie sich der Erforschung der Inselsprache auf Insel 28 widmen kann. Dieses möchte die Protagonisten vor allem dafür verwenden, um Sackpfeife zu lernen. Sie trifft auf Dilse, die ihr das Spielen auf dem Instrument beizubringen versucht. Anfänglich klappt dies eher weniger.  Als sie aber fleißig übt, wird sie immer besser. Als Proberaum richtet ihr Tesen eine Garage her, in der die Erzählerin ungestört Sackpfeife spielen kann.
Nebenbei muss sich die Protagonistin noch regelmäßig mit Marte und den anderen Damen treffen, die das Stipendium finanziert haben. Sie stellen klar, dass sie für die Bezahlung auch große Erwartungen an die Forschungen der Ich-Erzählerin haben und diese auch abprüfen. Außerdem ist Marte nicht davon begeistert, dass die Erzählerin das Stipendium nutzt, um Sackpfeifenunterricht zu nehmen. Die Ich-Erzählerin versucht die Dame umzustimmen, indem sie von einem Aufsatz über die Inselsprache erzählt, den sie verfasst hat. Diesen schickt sie an ihre Eltern, die ihn an Professor Losten weiterleiten sollen.
Dennoch hat die Protagonistin ein festes Ziel: Sie möchte an der „Sackpfeifennacht“ spielen, die regelmäßig auf der Insel stattfindet. Nach langem Üben schafft sie es schließlich am Fest die Melodien mit den anderen Musikern zu spielen, wobei die die Erzählerin danach plötzlich anfängt zu weinen. Während Marte sie nach draußen begleitet und nochmals betont, die Erzählerin habe einen Fehler gemacht, wird die Protagonistin plötzlich geschubst und liegt mit ihren Händen in vielen Glasscherben. Sie läuft daraufhin sofort zurück in ihre Garage und verbringt dort mehrere Tage allein.
Nach ein paar Tagen bekommt sie Besuch von Zanka. Nachdem sie ebenfalls einige Tage in der Garage verbringen, sich austauschen und am Ende zusammen streiten, beschließen die beiden mit Zankas Motorboot, mit welchem er zu Insel 28 kam, wegzufahren. Obwohl die Ich-Erzählerin Zanka überreden möchte, zu Insel 34 zu fahren, sieht dieser noch immer keinen Sinn darin und bringt sie wenigstens bis zu Insel 32. Angekommen versucht er noch sie zu Heimkehr zu bewegen, muss aber feststellen, dass dies nicht möglich ist und tritt anschließend die Heimreise zur Küste alleine an.
Auf der Insel 32 ist ein Grabungs- und Archäologenteam damit beschäftigt, alte hölzerne Wege aus dem Moor auszugraben. Teil dieser Gruppe sind auch die drei Männer Jote, der als der Leiter der Gruppe beschrieben wird, Simon und Danni. Die Protagonistin lernt den Alltag der Gruppe kennen und versucht ihnen teilweise zur Hand zu gehen. Doch ihre Planungen für die Weiterreise enden auch hier nicht: Von den Arbeitern hat sie erfahren, dass ab und an das Versorgungsschiff anlegt, welches sie zu Insel 33 bringen könnte. Während sie die Zeit also hauptsächlich mit Warten verbringt, erhält sie einen Brief ihrer Eltern, denen sie bereits auf Insel 28 geschrieben hat. Den auf Insel 28 verfassten Aufsatz haben diese allerdings nicht erhalten.
Als endlich das Versorgungsschiff anlegt, verabschiedet sich die Gruppe ausgiebig von der Protagonistin und überreicht ihr sogar Abschiedsgeschenke. Auf der Schifffahrt macht ihr der Kapitän klar, dass er nicht zu Insel 34 fahren wird.
Auf Insel 33 angekommen, bemerkt die Ich-Erzählerin auch hier wieder, dass sie von einem komplett anderen Szenario erwartet wird. Auf dieser Insel befindet sich eine Mülldeponie, welche die gesamte Insel in einen Gestank einhüllt. Der Deponieleiter, einziger Mitarbeiter und damit einziger Bewohner der Insel, ist Herr Wiesent. Er muss sämtliche Aufgaben auf der Insel allein erledigen, erledigt sie allerdings sehr gewissenhaft. Auch hier wird der Ich-Erzählerin wieder alles gezeigt und sie bekommt den Alltag des nun einzigen Inselbewohners mit und hilft ihm beim Erledigen seiner Aufgaben.
Doch genauso denkt sie auch hier wieder an die Weiterreise zu ihrem Sehnsuchtsort, der Insel 34. Sie hofft darauf, dass Herr Wiesent ein Boot besitzt, welches die Fahrt hinüber zu der letzten Insel, ihrem lang erwarteten Ziel, ermöglicht. Doch diese Hoffnungen bestätigen sich nicht. Trotzdem möchte die Protagonistin wenigstens den Sichtkontakt zu Insel 34. Das Hindernis hierbei ist allerdings der Nebel, der eine Sicht nicht möglich macht.
Die Handlung endet damit, dass die Ich-Erzählerin eines Tages die Insel 34 durch den Nebel erkennen kann. Sie träumt von einer Begehung der Insel, kehrt dann jedoch um und packt ihre Sachen.

## Die Inseln
Die Inseln, insbesondere die Insel 34, stellen den Sehnsuchtsort der Protagonistin dar und spielen damit eine zentrale Rolle im Roman.
Keine dieser Inseln, die teils weit von der Küste entfernt sind, besitzt einen Namen, stattdessen sind alle 34 Inseln einfach von 1-34 durchnummeriert. Die Insel 34 liegt dabei am weitesten von der Küste entfernt. Im Roman wird das Gesamtbild der Inseln als eher unspektakulär beschrieben: alle bestehen aus Basalt, weisen keine Rohstoffe auf, haben wenig Tourismus und sind verkehrstechnisch eher schlecht an das Festland angebunden, vor allem, je weiter sie von der Küste entfernt liegen. Auch die Küste selbst gilt als wenig von Touristen bereister Ort.
Auf den Inseln wohnen einige Menschen, die als selbstständig auf den Inseln lebend gelten und somit eher wenig mit den Leuten am Festland zu tun haben. Die folgenden Inseln werden von der Erzählerin bereist:
- Insel 28: Einige Einwohner leben auf dieser Insel: Allerdings gibt es keine Kinder, da diese angeblich auf das Festland gegeben werden. Die Sackpfeife ist ein traditionelles Instrument und eingelegte Gurken eine oft gegessene Speise.
- Insel 32: Hier untersuchen einige Grabarbeiter und Archäologen einen alten Weg aus Eichenholz.
- Insel 33: Auf dieser Insel befindet sich eine Mülldeponie, die von Herr Wiesent, dem einzigen Inselbewohner, geleitet wird. Obwohl die Insel 34 das Ziel der Erzählerin ist, welches sie allerdings im Roman nicht erreicht, erfährt man über diese Insel äußert wenig. Angeblich wurde diese auch noch von keinem Menschen bereist.

Die Mitmenschen der Protagonistin äußern eher wenig Interesse an einem Besuch der Inseln: Jeder rät der Protagonistin von einer Reise ab und hält es für unvorstellbar, zu den Inseln zu fahren.

## Charaktere
Übersicht über die Charaktere, mit welchen die Protagonistin Kontakt hat:
| Figur/-en                | Beschreibung |
| ------------------------ | --- |
| Namenlose Ich-Erzählerin | Die anfangs sechzehnjährige Protagonistin beschreibt sich als sehr intelligent, äußerst gut in der Schule und unbeliebt bei ihren Mitschülern. Sie wirkt sehr emotionslos, trocken und suchend nach einer Leidenschaft. Diese Leidenschaft findet sie in der Sehnsucht nach den Inseln, insbesondere der Insel 34. |
| Zanka                    | Zanka ist der wohlhabende Beziehungspartner der Protagonistin. Darüber hinaus hat er aber noch mehrere Beziehungen zu anderen Frauen. Dies macht der Protagonistin allerdings nichts aus, da sie auch sonst wenig für ihn emotional empfindet und die Beziehung stattdessen eher neutral und passiv über sich ergehen lässt. Zanka ist die einzige Person, die die Protagonistin bei ihrer Reise auf den Inseln besucht. |
| Vater                    | Dem Vater der Protagonistin ist sehr wichtig, dass seine Tochter eine Leidenschaft entdeckt. Deswegen ist er sehr enttäuscht darüber, dass sie in allen Fächern gleich hervorragende Leistungen erzielt. Er unterstützt ihren Forschungsdrang bezüglich der Inseln. |
| Mutter                   | Der Mutter sind die Forschungen der Protagonistin oft zu viel, vor allem weil sie bemerkt, dass die Recherchen über die Inseln die Protagonistin äußerlich verändert haben. Sie unterstützt jedoch die Entwicklung und das Erwachsenwerden ihrer Tochter und befürwortet ihre Liebesbeziehungen. |
| Professor Losten         | Die Protagonistin lernt den Dialektologen Professor Losten in der Stadtbibliothek kennen und arbeitet später für ihn. Sie findet sein Lesen und Forschen sehr faszinierend und verbringt sehr viel Zeit damit, ihm dabei in der Bibliothek zuzusehen. |
| Nessel                   | Heimlicher Freund der Protagonistin und Beziehungspartner von Lerke. |
| Lerke                    | Beziehungspartnerin von Nessel. |
| Klaus-Peter              | Er ist der heimliche Schwarm der Protagonistin. |
| Herr Kohlhas             | Erdkundelehrer der Protagonistin, der sich während ihrer Forschungen um die schulischen Leistungen der Protagonistin sorgt. |
| Tesen und seine Frau     | Das Ehepaar betreibt auf Insel 28 ein heruntergekommenes Gasthaus namens „techa“, in welchem die Protagonistin unterkommt. Dabei wird Tesen als sehr wortkarg beschrieben. |
| Bruder Leupold           | Bruder Leupold ist der Pfarrer der Kirche auf Insel 28 und lädt die Protagonistin zu einem gemeinsamen Treffen im Gotteshaus ein. |
| Dilse                    | Sie ist die Sackpfeifenlehrerin der Erzählerin auf Insel 28. |
| Marte                    | Marte, eine „lebenserfahrene“ Frau, zeigt der Protagonistin das Altersheim auf Insel 28 und rät ihr davon ab Sackpfeife zu lernen. |
| Jote, Danni und Simon    | Die Männer sind Teil eines Forschungsteams von Grabungsarbeitern und Archäologen, die das Moor auf Insel 32 untersuchen. Die Protagonistin begleitet die Forscher für einige Zeit bei ihrer Arbeit. |
| Herr Wiesent             | Herr Wiesent ist der Leiter und einzige Mitarbeiter der Mülldeponie auf Insel 33. Er zeigt der Protagonistin die gesamte Insel und erzählt über seine Aufgaben auf der Deponie. |

## Kritiken
„Nach dem im Grund nur dekorativen „leisen Humor“ ihres ersten Buches „Ich muß los“ hat die Autorin nun ein wirklich erstaunliches und makelloses kleines Werk verfaßt. Sie hat den Genüssen des kokett Pittoresken entsagt und sich ganz dem unerschöpflichen Zauber der Banalität verschrieben.“